# Hivernacle

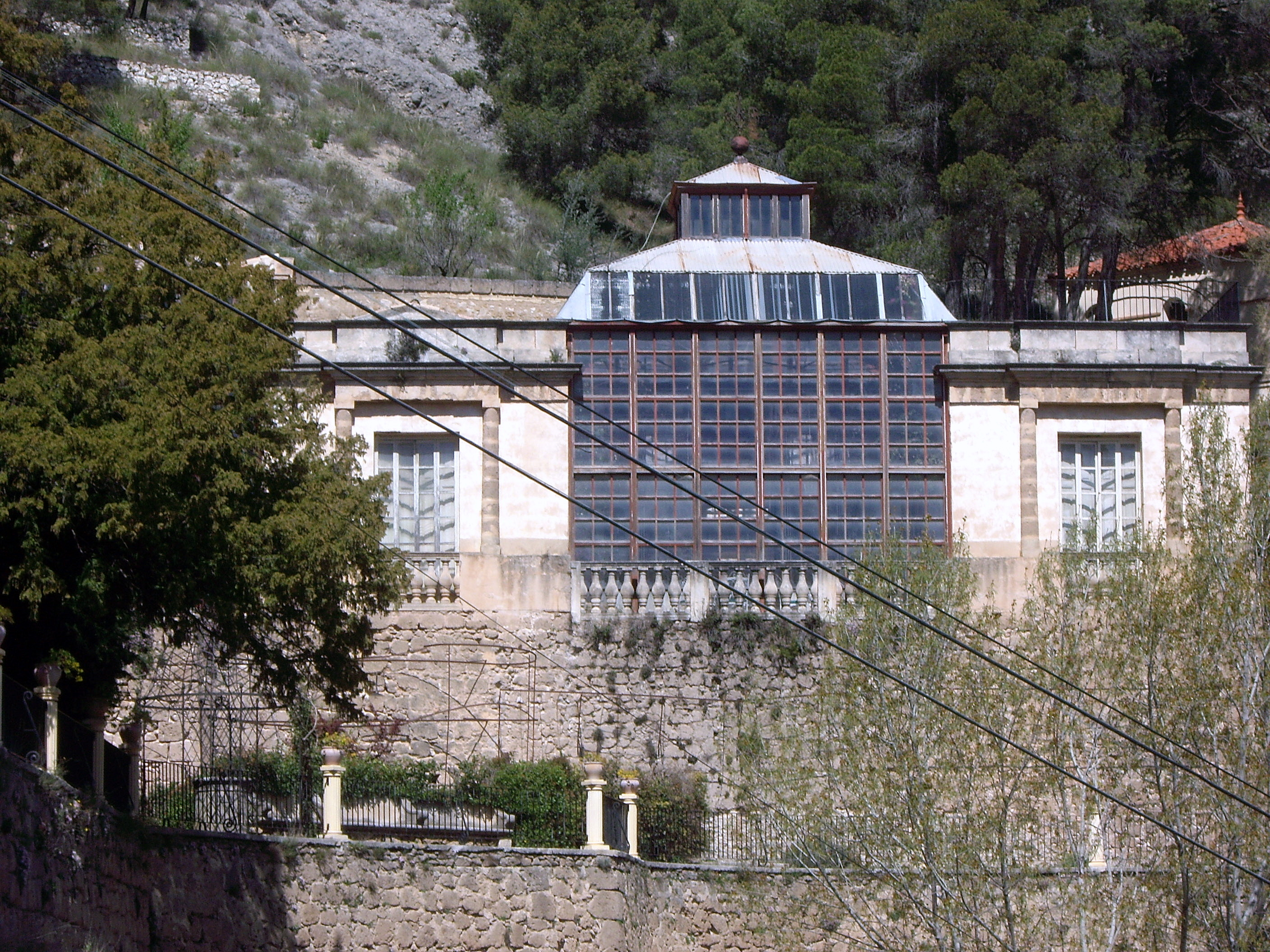
Hivernacle a les cases del Salt a Alcoi

Un hivernacle és una construcció més o menys permanent que permet modificar el microclima del seu interior i permetre el conreu de vegetals en millors condicions o fora d'època.
Són el nivell superior de l'anomenat conreu protegit que va des d'un mínim que correspon a l'ús de plàstics que cobreixen el terra (mulching) fins al màxim que serien els hivernacles de vidre i amb un sistema complet de calefacció.
Etimològicament, la paraula hivernacle es refereix al lloc on passen l'hivern les plantes. En la pràctica actual s'hi mantenen tota la temporada de conreu o més.

## Funcionament
Els que no tenen calefacció aprofiten precisament l'efecte d'hivernacle que produeix un escalfament d'uns 2 graus de mitjana cosa suficient per avançar setmanes o mesos un determinat conreu o produir-lo fora d'estació. Cal també controlar l'augment de la humitat de l'aire i la condensació d'aigua que es produeix.
Els sistemes de calefacció poden ser per aire o per canonades d'aigua calenta les quals poden estar per sota de les arrels de les plantes. El combustible utilitzat pot ser un derivat del petroli o del gas opció aquesta que és la més econòmica actualment.
L'automatització de les operacions de ventilació, ombrejat, control de temperatura i humitat i fins i tot introducció de CO₂ pot ser pràcticament total i controlada per ordinador.

## Evolució en l'ús dels hivernacles

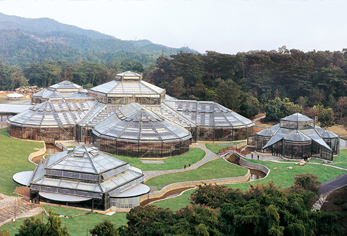
Hivernacles a la Xina

La idea de conrear plantes en zones controlades pel medi ambient existeix des de l'època romana. L'emperador romà Tiberi menjava diàriament una verdura semblant a un cogombre. Els jardiners romans utilitzaven mètodes artificials (similars al sistema d'hivernacle) de cultiu per tenir-ne disponible cada dia de l'any. Els cogombres es plantaven en carros de rodes que es posaven al sol diàriament i després es portaven dins per mantenir-los calents a la nit. Els cogombres s'emmagatzemaven en espais amb finestres que no tenien vidre degut al seu cost, sinó làmines de selenita (també conegut com a lapis specularis), segons la descripció de Plini el Vell. L'ús dels hivernacles era molt restringit.
La primera descripció d'un hivernacle amb calefacció és del Sanga Yorok, un tractat sobre la ramaderia compilat per un metge reial de la dinastia Joseon de Corea durant la dècada de 1450, al seu capítol sobre el cultiu d'hortalisses durant l'hivern. El tractat conté instruccions detallades sobre la construcció d'un hivernacle capaç de conrear verdures, forçar flors i madurar fruites en un ambient climatitzat artificialment, utilitzant ondol, el sistema tradicional de calefacció per terra radiant coreà, per mantenir la calor i la humitat; parets de panotxa per retenir la calor; i finestres semitransparents amb hanji oliós per permetre la penetració de la llum per al creixement de les plantes i proporcionar protecció de l'entorn exterior. Als Annals de la Dinastia Joseon es descriu que es van construir estructures semblants a un hivernacle que incorporaven ondol per proporcionar calor als mandariners durant l'hivern de 1438.
El concepte d'hivernacle també va aparèixer als Països Baixos i després a Anglaterra al segle xvii, juntament amb la varietat de plantes. Alguns d'aquests primers intents van requerir enormes quantitats de treball per tancar a la nit o per hivernar. Hi va haver greus problemes per proporcionar una calor adequada i equilibrada en aquests primers hivernacles. El primer hivernacle "estufa" (escalfat) al Regne Unit es va completar al Jardí botànic de Chelsea el 1681. Actualment, els Països Baixos tenen molts dels hivernacles més grans del món, alguns d'ells tan extensos que són capaços de produir milions de verdures cada any.
Es van seguir utilitzant al llarg dels segles però reservats a l'aristocràcia. Al segle xvii a Versalles per exemple, es conreaven tarongers en grans testos que es mantenien tot l'hivern en hivernacles.
També en l'època de Carl von Linné hi havia als Països Baixos amb finalitats científiques plantes exòtiques sota vidre i calefacció. Es va donar el cas d'haver de fer una consulta a l'il·lustre botànic, ja que malgrat les condicions en principi òptimes d'humitat i temperatura, no fructificaven els bananers i la solució donada per Linné va ser la de restringir el reg la qual cosa va tenir èxit i demostra el nivell tècnic de què disposava.
A partir del segle xix es va generalitzar la construcció d'hivernacles de vidre a l'Anglaterra victoriana amb finalitats productives o com una part lúdica de les cases benestants.
Fins a l'encariment dels preus del petroli de la segona meitat del segle xx es produïen en llocs freds, però estratègicament situats tota mena de productes ornamentals i alimentaris, a partir d'aquell moment i coincidint amb l'arribada de l'aplicació dels plàstics a l'agricultura, els llocs on s'instal·laven aquestes construccions van ser els relativament més càlids i deixant els coberts amb vidre per a productes d'alt preu.

## Característiques constructives dels hivernacles

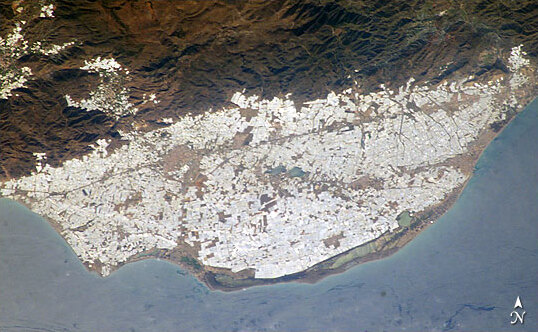
La gran densitat d'hivernacles a Almeria és visible des de l'espai

Els hivernacles d'Almeria que pròpiament no són més que un abric i reben el nom de parral, són d'estructures senzilles, sovint de fusta i coberts de làmina plàstica, amb un sol vessant. El sòl, que és de molt baixa qualitat, està normalment transformat en el qual es coneix com a arenament. Com a avantatges tenen el baix cost i el maneig senzill i com a inconvenients principals el reduït control de les condicions meteorològiques i la fragilitat d'aquestes estructures davant de tempestes, vent o pedregades.
Els hivernacles en sentit estricte es construeixen amb fonaments d'obra i amb perfils d'acer inoxidable i alumini. El material de recobriment pot ser el plàstic dels tipus PVC PE o altres polímers o vidres especials. La forma de l'hivernacle és normalment amb una teulada a un o dos vessants o la semicircular.
El control de les condicions mediambientals està tècnicament resolt i el principal problema que tenen és l'elevat cost del combustible que fa que no sigui rendible en moltes ocasions. L'hivernacle aprofita l'efecte produït per la radiació solar que, en travessar un vidre o un plàstic translúcid, escalfa l'ambient i els objectes que hi ha dins; aquests, al seu torn, emeten radiació infraroja, amb una longitud d'ona major que la solar, per la qual cosa no poden travessar els vidres al seu retorn, i queden atrapats i produeixen l'escalfament de l'ambient. Les emissions del Sol cap a la Terra són d'ona curta, mentre que de la Terra a l'exterior són d'ona llarga. La radiació visible pot traspassar el vidre, mentre que una part de la infraroja no ho pot fer.
El vidre o plàstic treballen com a mitjà selectiu de la transmissió per a diverses freqüències espectrals, i el seu efecte consisteix a atrapar energia a l'hivernacle, que escalfa l'ambient interior. També serveix per evitar la pèrdua de calor per convecció. Això es pot demostrar obrint una finestra petita a prop del terrat d'un hivernacle: la temperatura cau considerablement. Aquest principi és la base del sistema de refredament automàtic (autoventilació).

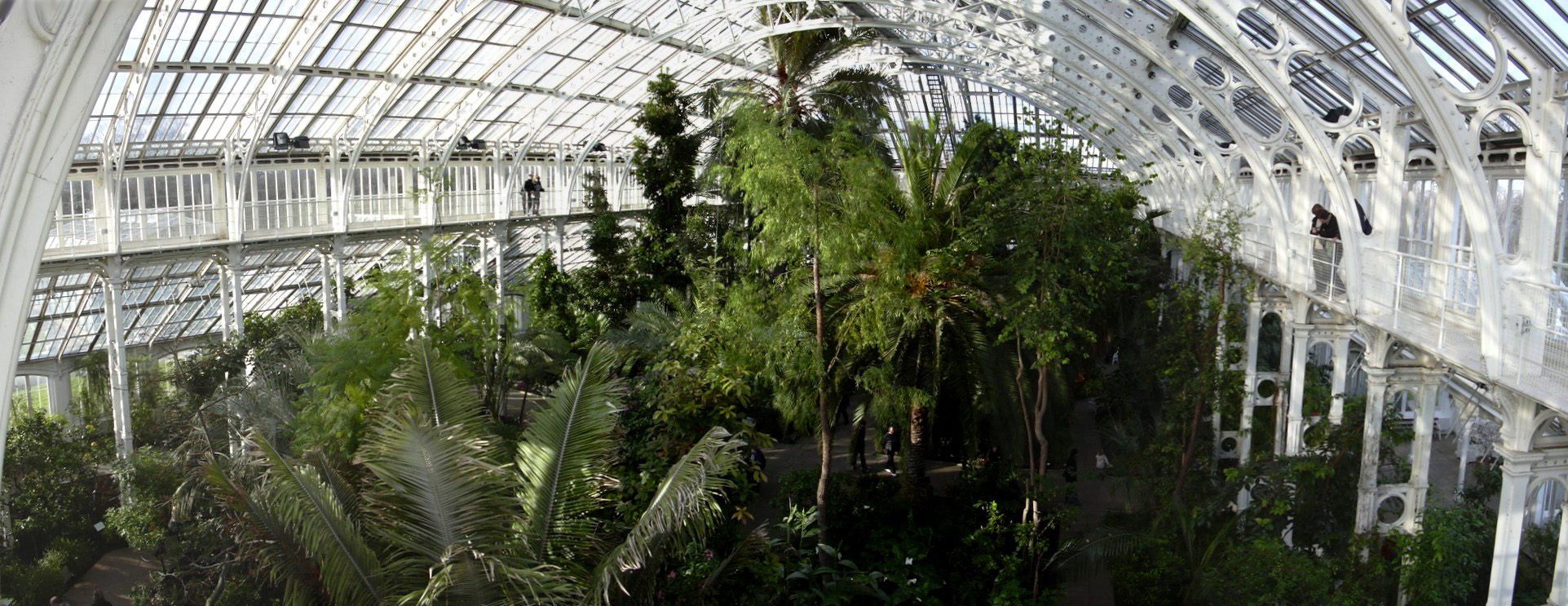
Vista panoràmica de l'interior d'un hivernacle als Kew Gardens, Londres.

En absència d'un recobriment, el calor absorbit s'eliminaria per corrents convectius i per l'emissió de radiació infraroja (longitud d'ona major que la llum visible). La presència dels vidres o plàstics impedeix el transport de la calor acumulada cap a l'exterior per convecció i obstrueix la sortida d'una part de la radiació infraroja. L'efecte net és l'acumulació de calor i l'augment de la temperatura del recinte. (Vegeu, a hivernacle solar (tècnica), una discussió més detallada sobre un hivernacle solar.)
Els vidres tenen molt poca resistència al pas de la calor per transmissió (de fet, per al vidre senzill, el coeficient de transmissió tèrmica es considera nul i només es té en compte la suma de les resistències superficials), de manera que , contra el que alguns creuen, en tenir dues temperatures diferents a cada costat, hi ha notables pèrdues per transmissió (el vidre té una transmitància de U = 6,4 W/m²·K, encara més gran si està en posició inclinada respecte a la vertical). El resultat és que, a major temperatura, menor serà l'efecte de retenció de la calor, és a dir, en augmentar la temperatura augmentaran les pèrdues i disminuirà el rendiment del sistema.

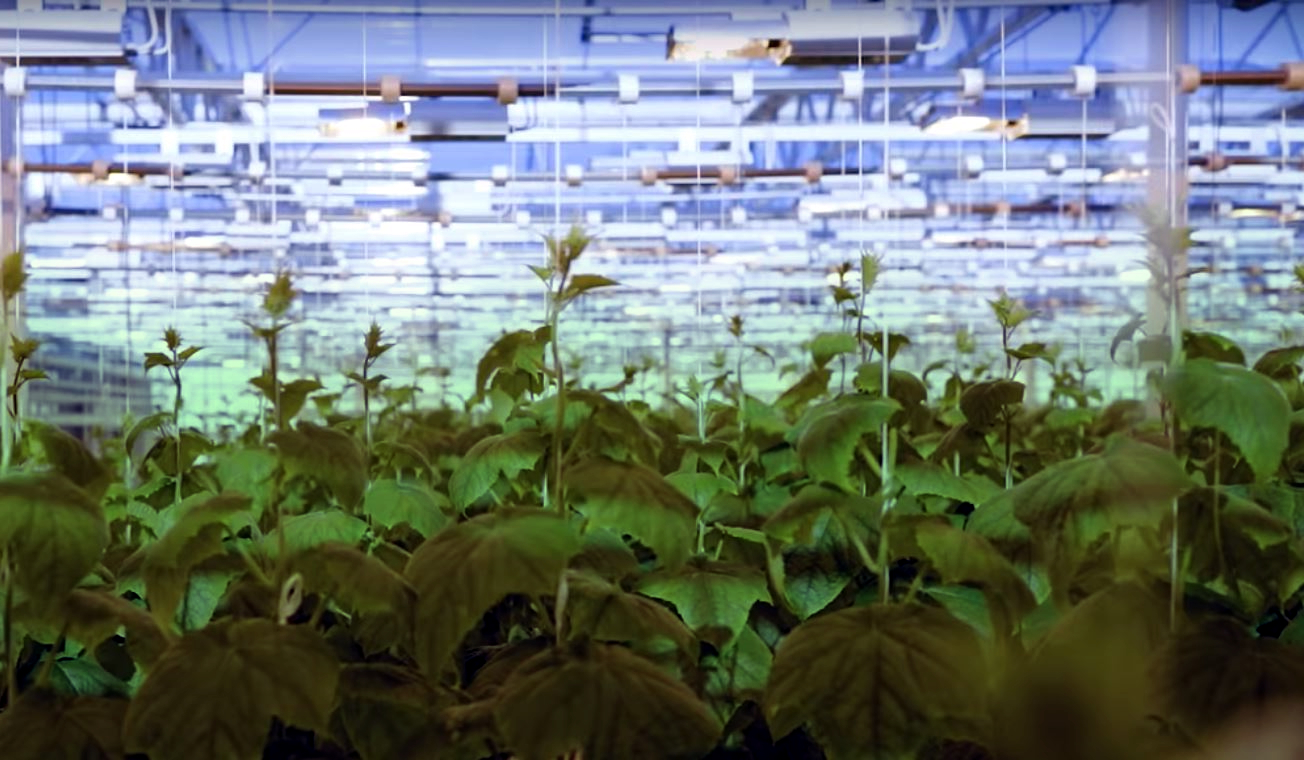
Llums tèrmics en un hivernacle a Närpes, Finlàndia.

Un exemple d'aquest efecte és l'augment de temperatures a l'interior dels cotxes quan són al sol. N'hi ha prou amb una xapa metàl·lica (els ombreigs habituals dels estacionaments, sense cap mena d'aïllament tèrmic) que doni ombra, impedint el pas del sol pel vidre, perquè no s'escalfin tant.
Des de l'antiguitat s'ha aprofitat aquest efecte a la construcció, no només a jardineria. Les finestres de les cases a països freds són més grans que les dels càlids, i estan situades als feixos exteriors, perquè el gruix del mur no produeixi ombra. Els miradors de vidre són un altre mitjà d'ajudar a l'escalfament dels locals.
Actualment, es desenvolupa aquesta pràctica per al cultiu d'hortalisses, tant de fulles verdes (bleda, api, espinac, enciam, julivert) com les brassicàcies (bròquil, coliflor, nap i rave). D'aquesta manera, en protegir-los de certes variacions del clima, s'aconsegueix una millor collita. En aquests casos, s'inclouen sistemes de control automàtic d'humitat i temperatura, per proporcionar sistemes automàtics de regs i ventilació.

## Hivernacles a Espanya

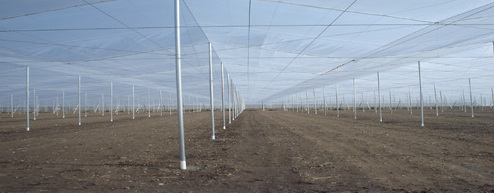
Vista interior d'un parral d'Almeria.

A Espanya, a causa de les condicions climàtiques de la costa mediterrània, va començar el seu auge, a finals de la dècada dels 70, una proliferació del cultiu en hivernacles, sent el primer hivernacle construït a El Parador de les Hortichuelas en la dècada dels 50, i les províncies d'Almeria, Múrcia, Alacant i Granada van ser les principals àrees de proliferació. Es va notar un impacte major a la Costa d'Almeria, on gairebé tota la seva superfície de costa està coberta per l'anomenat "mar de plàstic". De fet, és una de les poques construccions visibles des de l'espai, per les dimensions de l'àrea que ocupa.
Un exemple clar del paisatge d'hivernacles es pot trobar al Campo de Dalías i al Campo de Níjar, tots dos als municipis almeriencs de L'Ejido i Níjar. Aquest tipus de cultiu sota plàstic es va basar gairebé al 100 % en hivernacles tipus "parral", també coneguts, en les seves diferents variants, com malla ombra, casa ombra o hivernacle canari, entre altres termes.
Cal destacar que l'extensió total d'hivernacles a Almeria puja a les 30.230 hectàrees, la qual cosa fa que aquesta regió sigui el lloc del món amb més superfície d'hivernacles.

## Hivernacles als Països Baixos

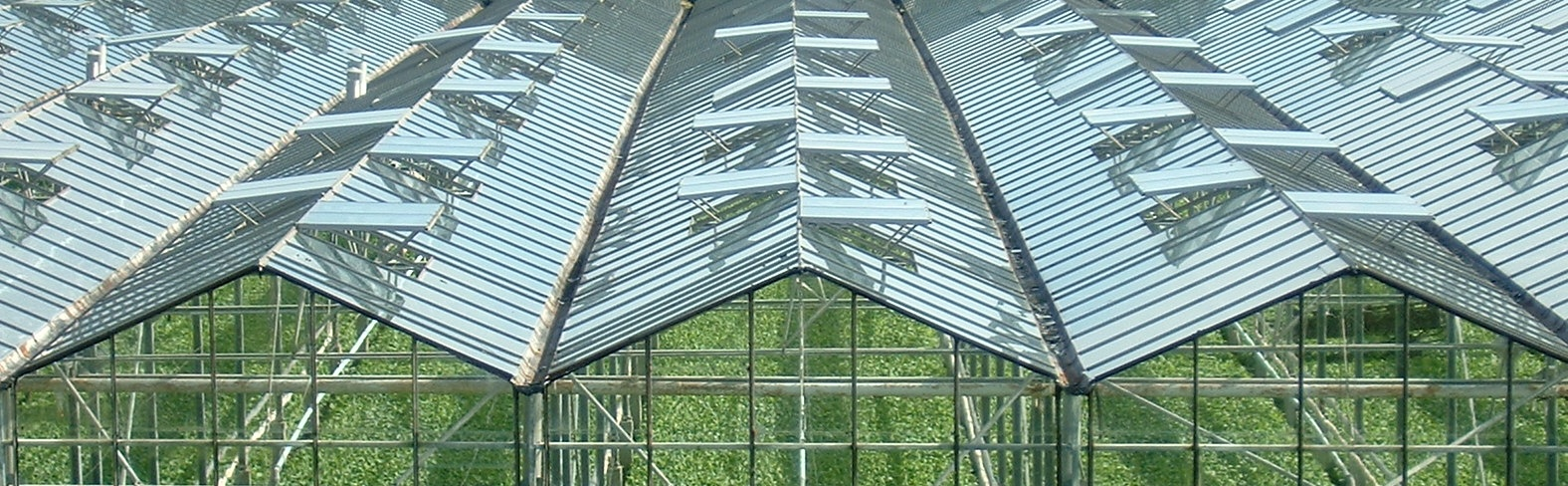
Hivernacles a Westland, Països Baixos.

Als Països Baixos hi ha alguns dels hivernacles més grossos del món. L'any 2000, la superfície ocupada per hivernacles als Països Baixos era de 10.526 hectàrees el que representava el 0,25% del total de la superfície d'aquest país.

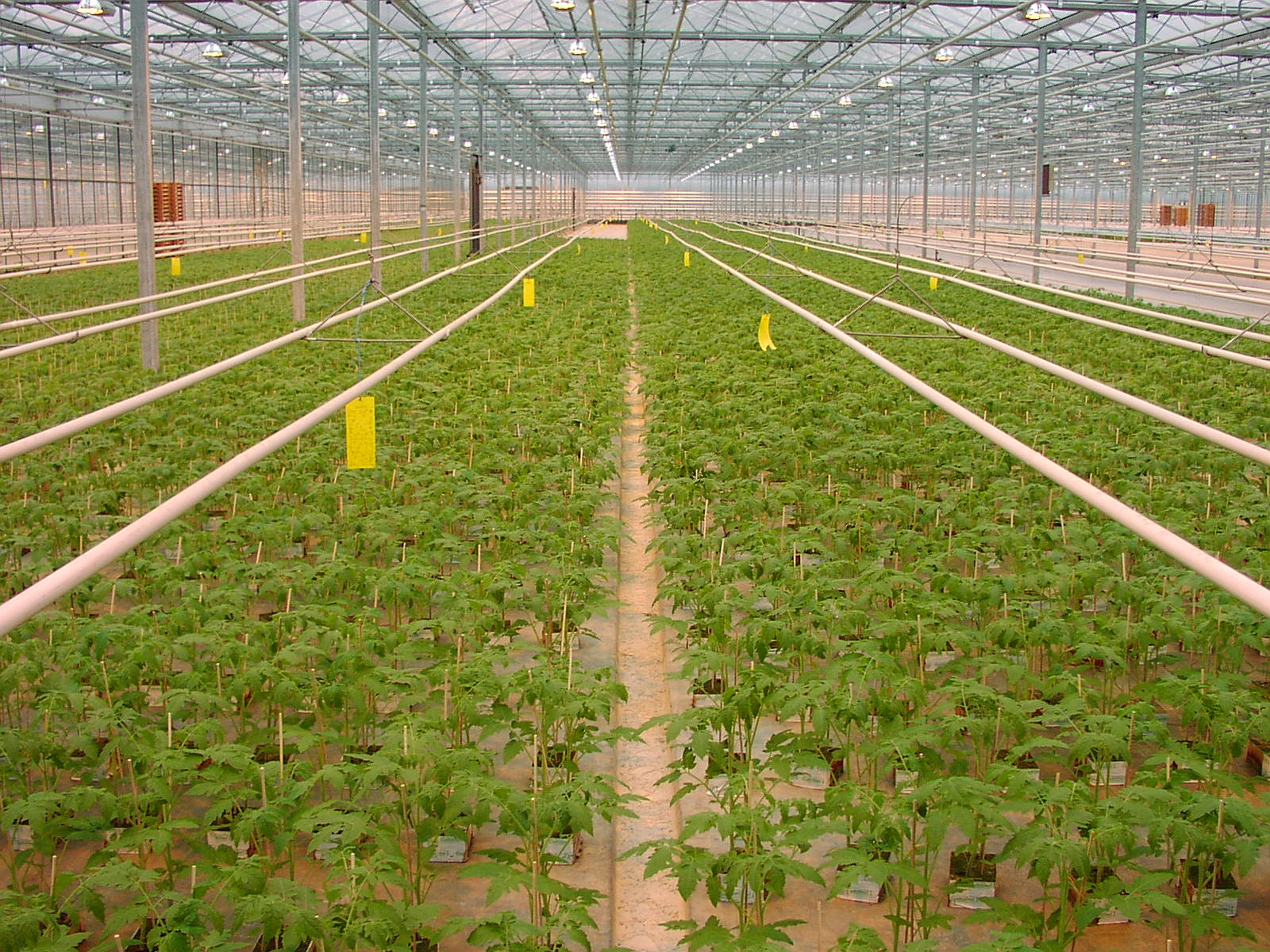
Hivernacle amb tomaqueres als Països Baixos

A la zona de Westland es van començar a construir hivernacles a mitjan segle xix. Quan es va afegir sorra als sòls de la zona que eren de torbera o argilosos (no gaire fèrtils) va millorar la qualitat agrícola dels sòls, i cap al 1850 s'hi cultivava raïms en els primers hivernacles. Estaven fets d'una paret sòlida i un sol vessant cobert de vidre. Cap a principis del segle xx els hivernacles eren completament coberts de vidre i a més van començar a tenir calefacció. Això va permetre cultivar verdures i fruits exòtics. Actualment, la zona de Westland i d'Aalsmeer tenen la concentració d'hivernacles major del món. Westland produeix principalment plantes i flors; Aalsmeer s'especialitza a produir flors i plantes en contenidor. També les zones de Venlo i Drenthe han passat a tenir molts hivernacles.
Des de l'any 2000, les innovacions tecnològiques inclouen el Gesloten kas (hivernacle tancat) que permet un control sobre el creixement i fer servir menys energia.
Als Països Baixos el sector dels hivernacles ocupa uns 150.000 treballadors, la producció està valorada en 4,5 milers de milions d'euros, de la qual s'exporta un 80%.

## Petjada ecològica
El cultiu en hivernacles pot reduir considerablement el consum d'aigua perquè es produeix menys evapotranspiració.